# Emissionsbevis
Emissionsbevis är ett värdepapper som ges ut av emittent i samband med emission av aktier. Vid en nyemission utgörs emissionsbeviset av ett teckningsrättsbevis och vid en fondemission av ett fondaktierättsbevis. Ett emissionsbevis skall ange hur många bevis varje ny aktie, konvertibel eller teckningsoption skall lämna. Utfärdandet av emissionsbeviset skall finnas antecknad på aktiebrevet.
Det finns några undantagsfall där emissionsbevis inte behöver utfärdas; om man kan använda en till ett aktiebrev tillhörande kupong istället, eller om "emissionen innebär att varje gammal aktie berättigar till en ny aktie, konvertibel eller teckningsoption".